# Cour suprême d'Ukraine
Pour les articles homonymes, voir Cour suprême.
La Cour suprême d'Ukraine (en ukrainien : Верховний Суд України) est la plus haute instance judiciaire du système des tribunaux de droit commun en Ukraine.
La Cour tire son autorité de la Constitution ukrainienne de 1996, mais une grande partie de sa structure est définie dans la législation.
Elle siège au palais Klov.

## Affaires de corruption
Le président de la Cour suprême, Vsevolod Kniaziev, est arrêté en mai 2023 dans une affaire de corruption portant sur 2,5 millions d'euros. Le chef du bureau anti-corruption ukrainien fait état d'un « groupe criminel » formé par Vsevolod Kniaziev et d'autres juges de la Cour suprême.

## Juges
Présidents : 
- 2023 - en cours : Dmytro Louspenyk[2].
- 2021 - 2023 : Vsevolod Kniaziev[3].
- 2017 - 2021 : Valentyna Danichevska
- 2013 - 2017 : Iarosvlav Romaniouk.
- 2011 - 2013 : Petro Pylyptchouk.
- 2006 à 2011 : Vassyl Onopenko.
- 2002 à 2006 : Vassyl Malyarenko.
- 1994 à 2002 : Vitali Boïko.
- 1993 à 1994 : Heorhiy Boutenko
- 1970 à 1993 : Oleksandr Yakymenko.

...
- 1957 à 1963 : Fedir Hloukh.